# 쑨웨이 (모델)
쑨웨이(일본어: 孫暐 ソンイ[*], 영어: Wei Son, 1989년 10월 13일 ~ )는 일본의 모델이다. 2000년대 후반부터 상업, 전문 모델로 활동했다. 패션 잡지 《팝틴》을 통해 이름을 알렸다.
중국 다롄시에서 태어나 니가타시로 오기 전까지 5년 간 살았다. 사이타마시에서 성장했다. 17살 때부터 모델 일을 시작했다.